# Guaduella humilis
Espèce
Guaduella humilis Clayton est une espèce de plantes à fleurs monocotylédone de la famille des Poaceae, du genre Guaduella, que l'on trouve au Nigeria et au Cameroun.